# Chemia środowiska
Chemia środowiska (ang. environmental chemistry) – dziedzina chemii zajmująca się opisem zjawisk chemicznych zachodzących w środowisku przyrodniczym, związana głównie z trzema podstawowymi matrycami środowiska: atmosferą, wodą i glebą oraz relacjami pomiędzy nimi. Chemia środowiska staje się obecnie nauką interdyscyplinarną blisko związaną z biologią, geografią i fizyką.
Chemia środowiska zajmuje się również zmianami zachodzącymi w przyrodzie pod wpływem zanieczyszczeń i zjawisk powstających na skutek rozwoju cywilizacji.